# Pieni Heinäjärvi (sjö i Kides, Norra Karelen)
Pieni Heinäjärvi är en sjö i kommunen Kides i landskapet Norra Karelen i Finland. Arean är 35 hektar och strandlinjen är 3,41 kilometer lång. Sjön  ingår i Tohmajokis huvudavrinningsområde.   Den ligger omkring 64 kilometer sydöst om Joensuu och omkring 360 kilometer nordöst om Helsingfors. 